# Rocca di Mezzo
Rocca di Mezzo település Olaszországban, Abruzzo régióban, L’Aquila megyében. Lakosainak száma 1355 fő (2023. január 1.). Rocca di Mezzo Fagnano Alto, L’Aquila, Magliano de’ Marsi, Massa d’Albe, Ocre, Ovindoli, Rocca di Cambio, Sant’Eusanio Forconese, Secinaro, Tione degli Abruzzi, Villa Sant’Angelo, Fontecchio, San Demetrio ne’ Vestini és Lucoli községekkel határos.

## Népesség
A település lakossága az elmúlt években az alábbi módon változott:
| Lakosok száma | 1505 | 1474 | 1355 |
|               | 2017 | 2018 | 2023 |